# Cattleya warscewiczii
Cattleya warscewiczii är en orkidéart som beskrevs av Heinrich Gustav Reichenbach. Cattleya warscewiczii ingår i släktet Cattleya och familjen orkidéer.
Artens utbredningsområde är Colombia. Inga underarter finns listade i Catalogue of Life.

## Bildgalleri

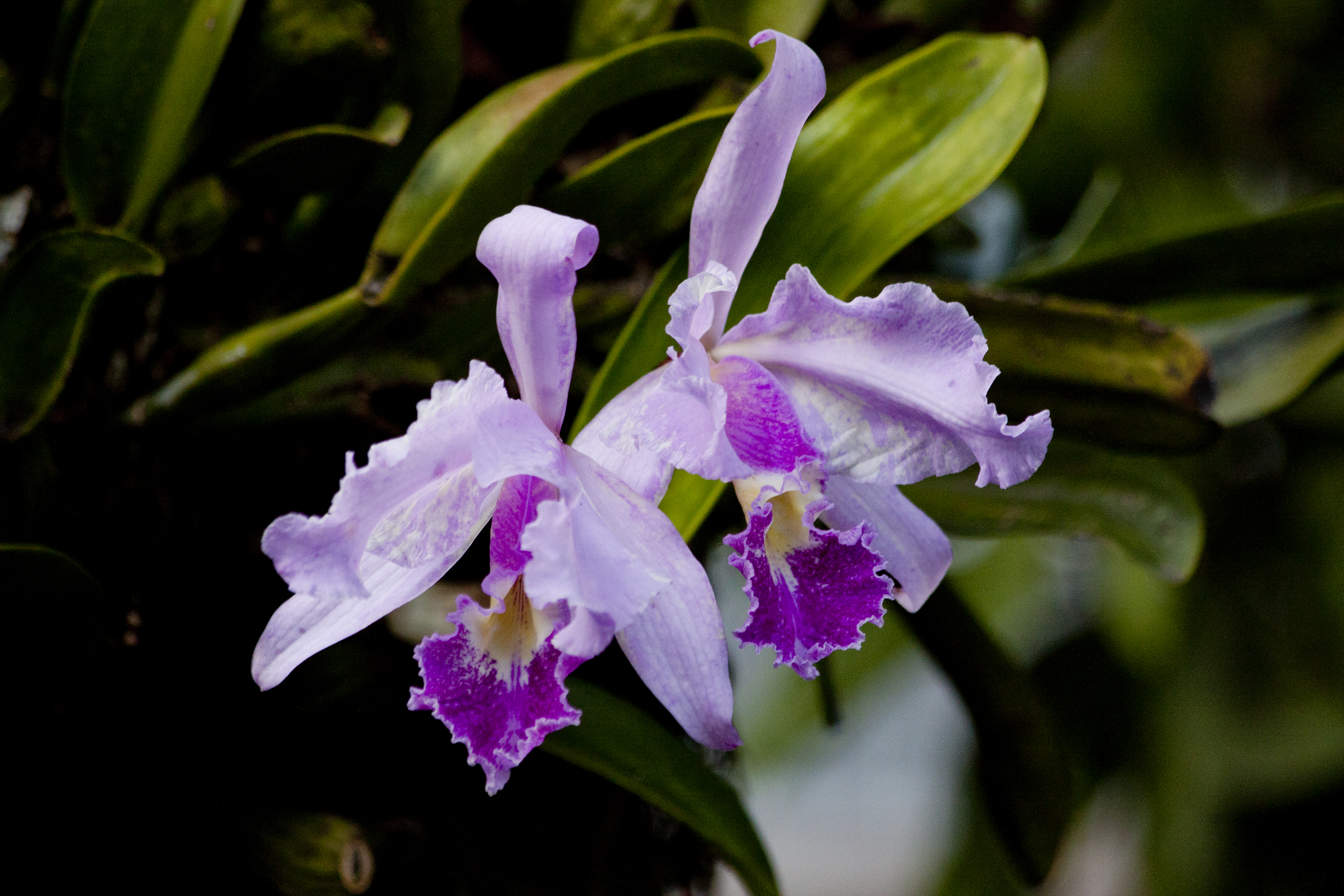
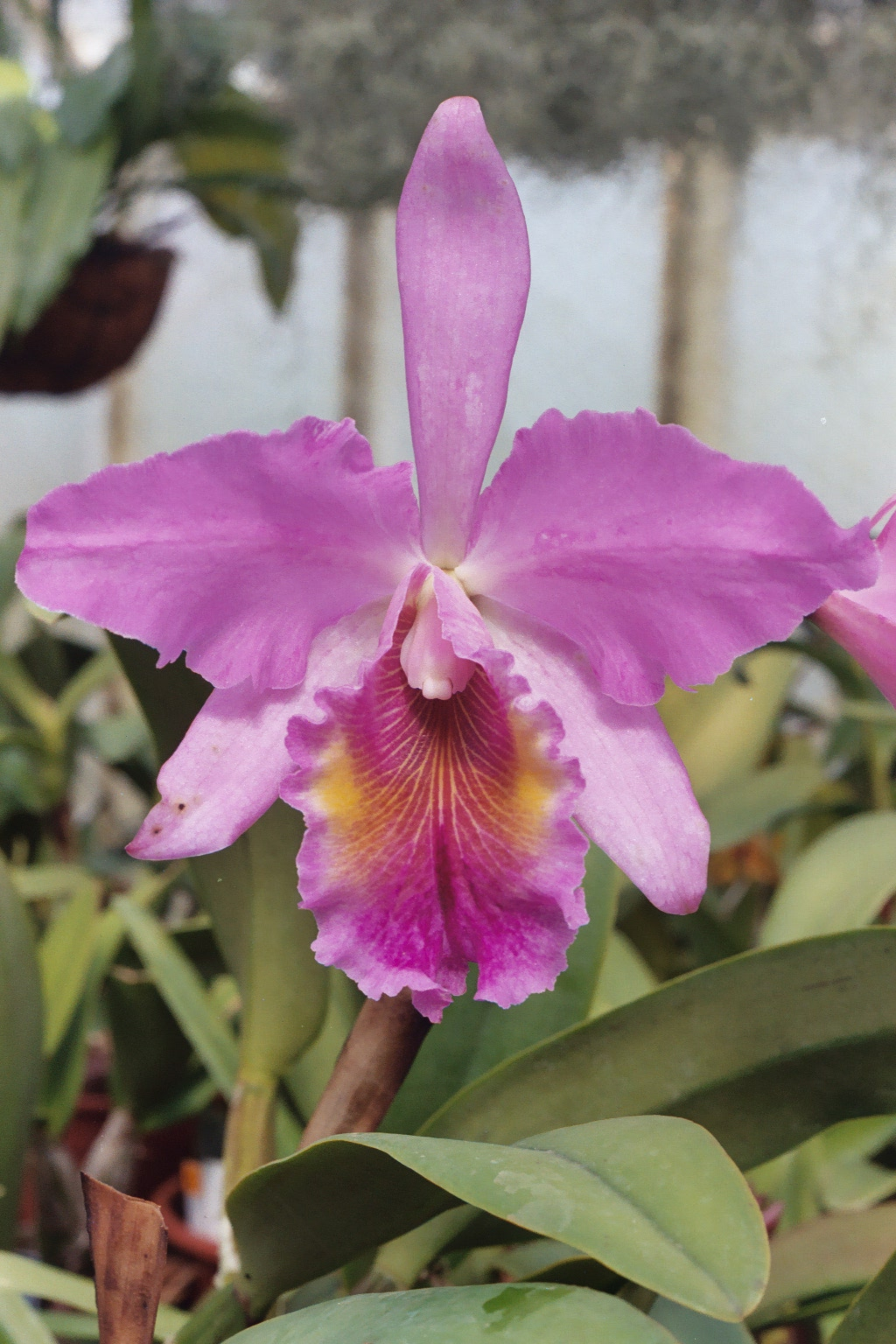
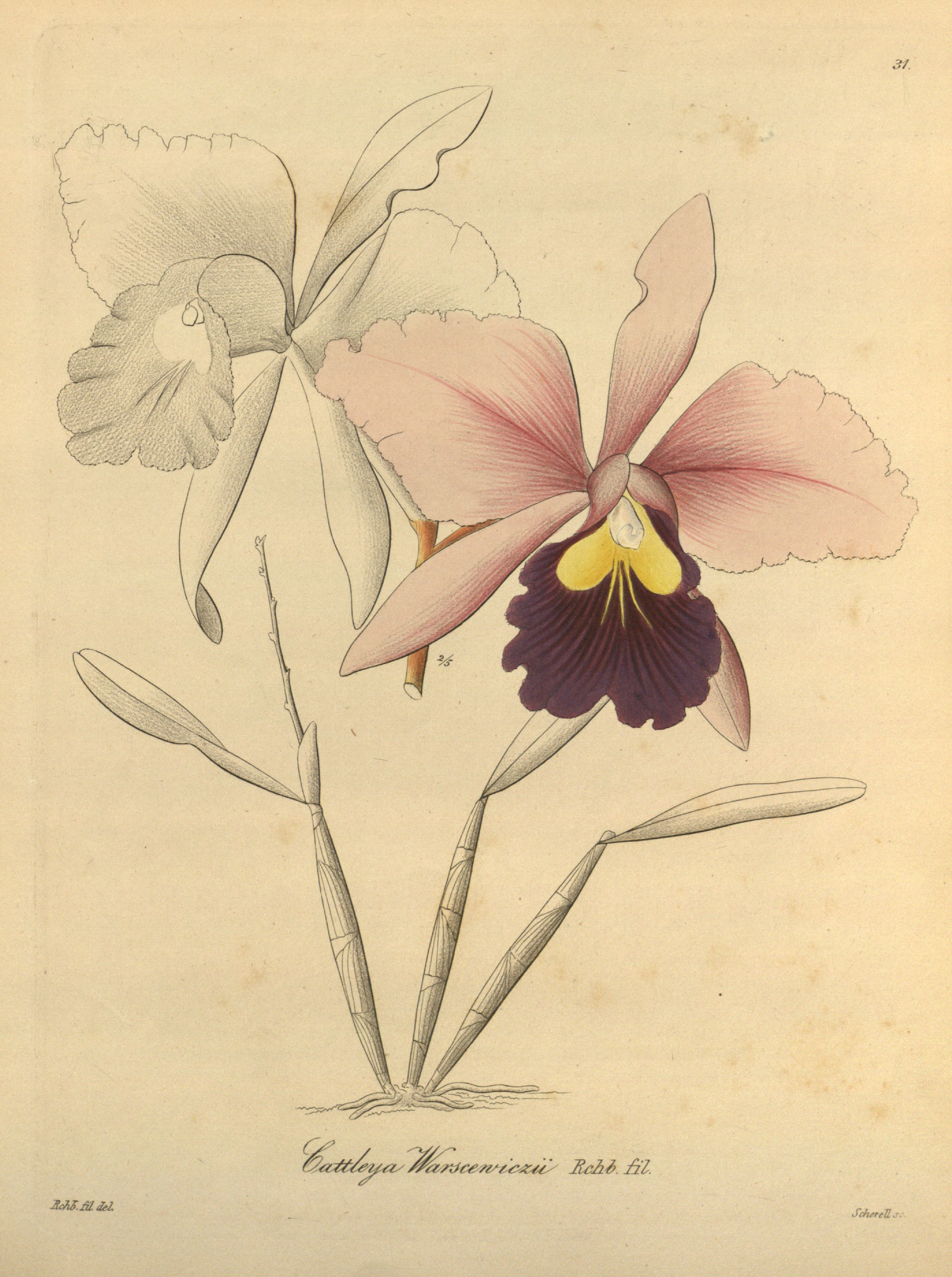
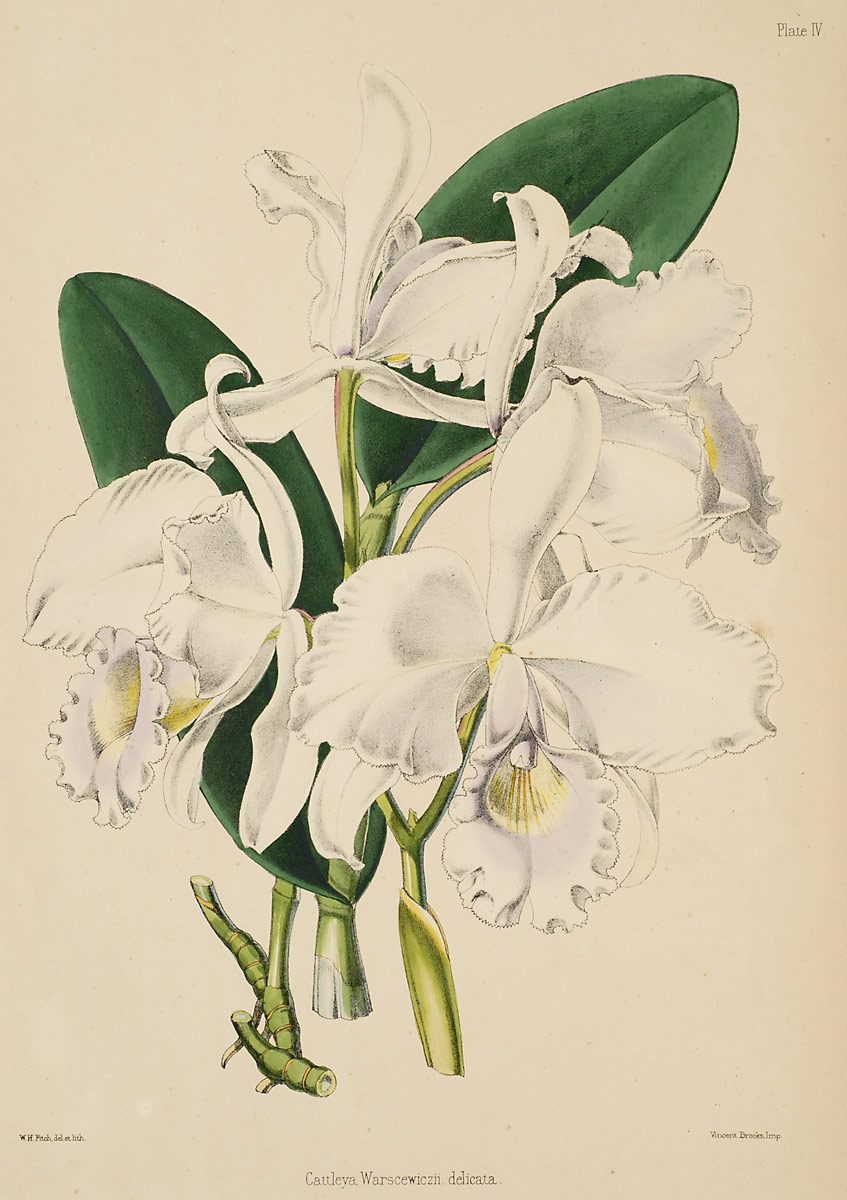
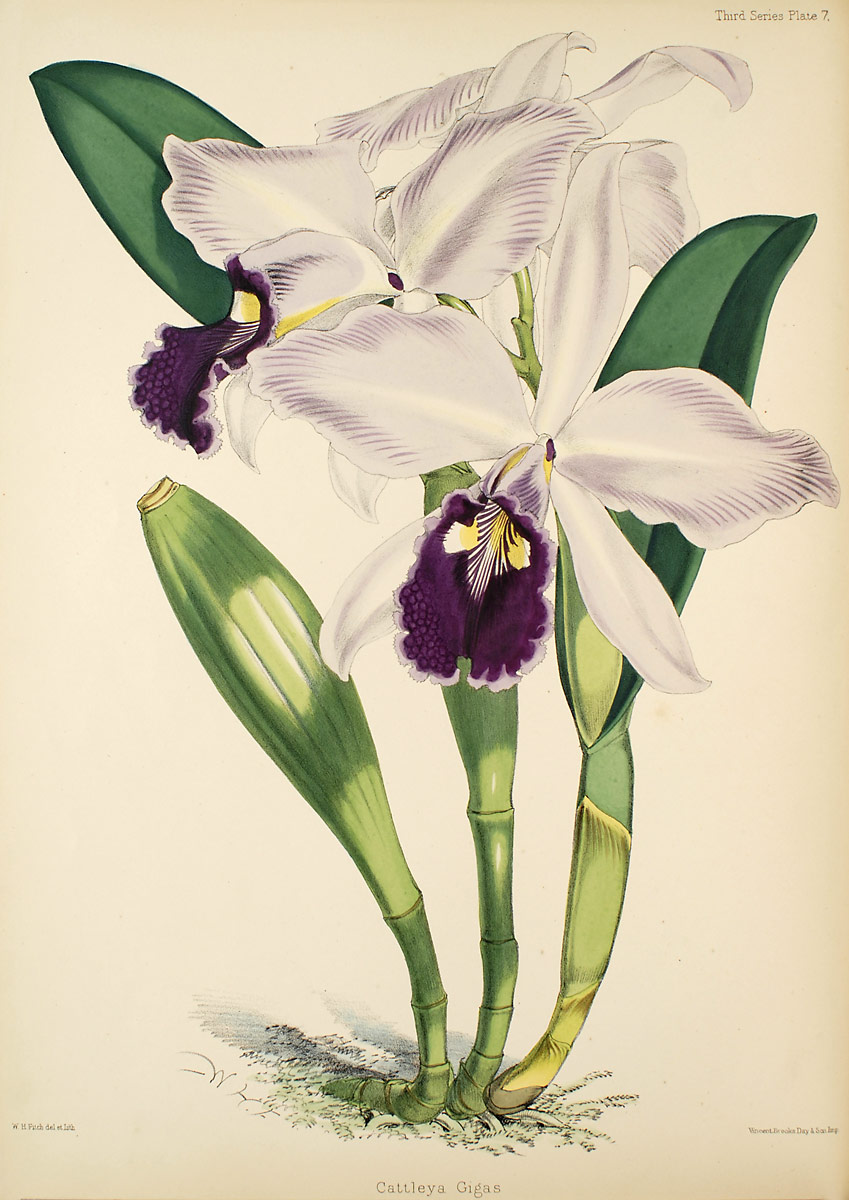
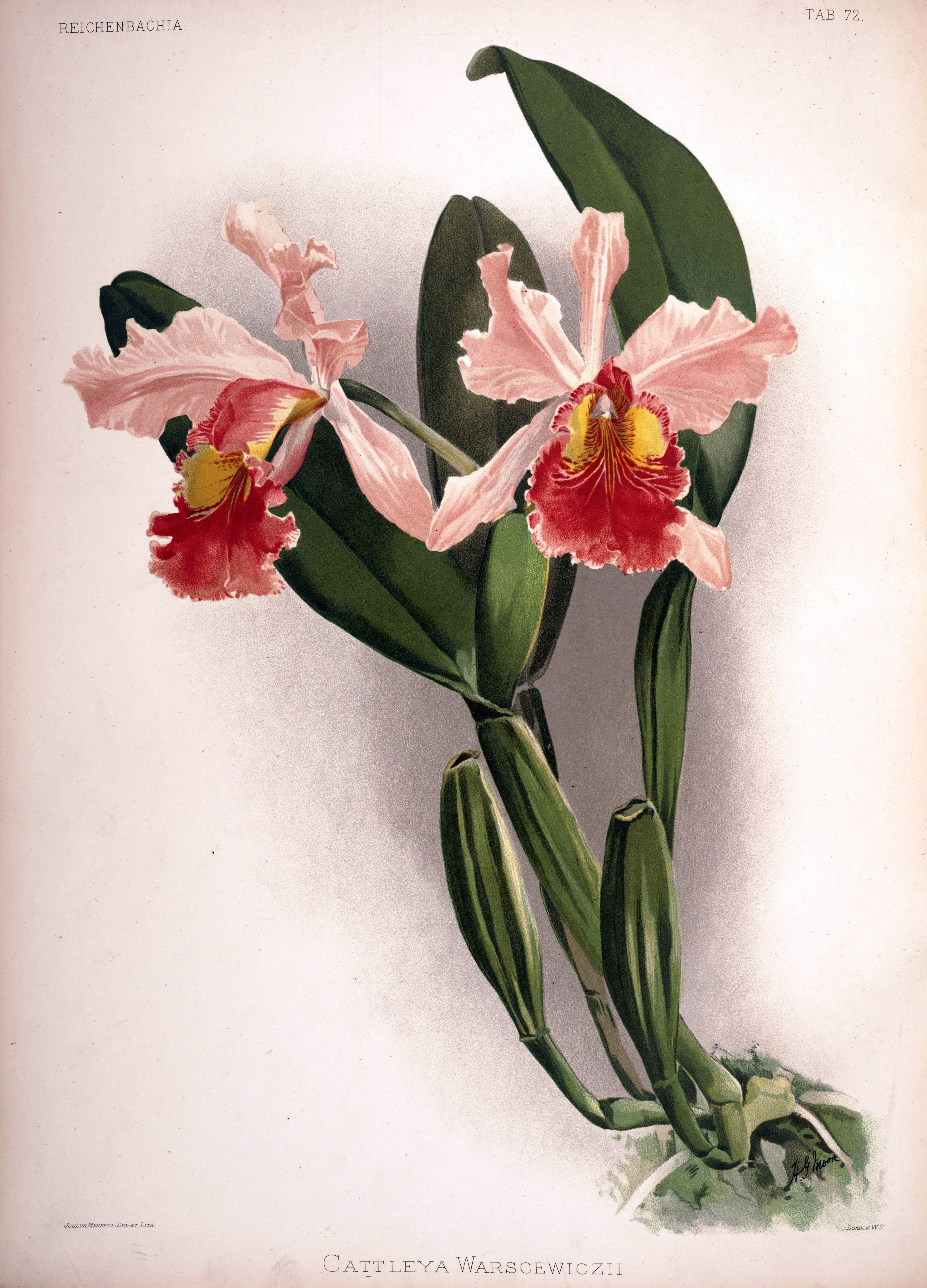